# Omegle
Omegle era un lloc web dedicat al xat en línia lliure que permetia socialitzar amb persones de tot el món sense necessitat de registrar-se. El lloc va ser creat per Leif K. Brooks quan tenia divuit anys als Estats Units, i es va llançar el 25 de març de 2009.
El mateix creador, Leif K.Brooks, després de comunicar que la web ja no era sostenible ni financera ni psicològicament va procedir a tancar-la definitivament (8 de novembre de 2023) sense la idea de reactivar-la en un futur per tots els problemes que aquest xat havia generat especialment en delictes com l'abús sexual o la pedofília. Això va anar demandat pels propis usuaris en numerables ocasions per "haver-los connectat amb un abusador", a pesar que totes les connexions d'aquesta xarxa eren totalment a l'atzar.

## Descripció
El servidor connecta aleatòriament als usuaris en una finestra de xat individual amb una altra persona, on poden conversar anònimament en cas de no activar la càmera, ja que la pàgina web els anomenarà You (tu) i Stranger (desconegut/desconeguda).
Menys d'un mes després del llançament, Omegle va rebre al voltant de 150.000 visites al dia, i el març de 2010 es va introduir la funció de videotrucada.
S'han arribat a fer comparacions amb AOL de principis de la dècada de 1990. Altres productes que també aporten serveis semblants inclouen Tinychat i Whisper.

## Característiques
Al principi Omegle era un xat només de text, que emparellava als usuaris aleatòriament per comunicar-se com a "estranys". Així i tot, en 2010, Omegle va introduir un mode de video opcional per complementar el mode de xat de text, que uneix a persones estrangeres que utilitzen càmeres web i micròfons. El xat de vídeo segueix mantenint la finestra de text.
El 2011 es va introduir la versió beta d'una nova funció, el "mode espia". En el mode espia els usuaris tenen dues opcions: ser "l'espia" i fer una pregunta a dues persones estrangeres, o discutir una pregunta amb una altra persona. Com a espia, l'usuari introdueix qualsevol pregunta perquè els altres dos usuaris responguin o discuteixin, i pot observar la discussió com un tercer, sense poder aportar res a la conversa. Si algú en comptes de voler ser espia escull contestar a una pregunta, passarà el mateix que en el mode de text normal, l'usuari serà emparellat amb un altre per poder discutir la pregunta que l'espia ha proposat fins que un dels dos usuaris decideix desconnectar-se o passar a una altra pregunta.
El 2012 Omegle va afegir una nova característica pels modes de text i vídeo, l'opció d'ingressar etiquetes "d'interès". Afegir interessos permet als usuaris emparellar-se amb d'altres amb els qui tenen coses en comú. Una persona pot afegir tants interessos com desitgi, i si no troba cap coincidència disponible, l'usuari s'emparella amb una persona desconeguda completament a l'atzar.
El 2013 es va obrir una versió no supervisada del mode de xat de vídeo, deixant la secció de vídeo regulada pel moderador de contingut original oberta a qualsevol persona de tretze anys en endavant, sempre que el contingut de la seva transmissió de vídeo sigui net i responsable. Inicialment, el contingut per adults qüestionable en la secció de vídeos d'Omegle es va filtrar utilitzant algoritmes de reconeixement d'imatges. La nova secció de vídeos no monitorats permet als adults majors de divuit anys que consentin la llibertat de veure i compartir entre si transmissions de vídeo explícites sense censura.
El 2014, Omegle va començar a experimentar amb el mode "Dorm Chat", que requereix que els usuaris proporcionin una adreça de correu pertinent al seu centre d'estudis o que acabi en ".edu" per verificar que estan associats a una escola o universitat. Dorm Chat permet als usuaris xatejar amb les seves companyes de classe o altres estudiants que utilitzen Omegle.
El 2015, la web va començar a implementar mesures de seguretat de ReCaptcha per ajudar a reduir la quantitat de bots que rebia. Així i tot, hi ha hagut queixes que els bots romanen i que l'ús il·legítim s'interromp excessivament.
A finals de 2019 i principis de 2020, Omegle va començar a llançar cops al Partit Comunista de la Xina i a expressar el seu suport a l'alliberament de Hong Kong durant les protestes a Hong Kong de 2019-2020, amb una imatge de portada que deia "Xi Jinping (Secretari General del Partir Comunista de la Xina) segur que s'assembla a Winnie the Pooh·.

## Controvèrsies
Una mica abans de principis de 2013, Omegle no censurava les contribucions a través d'un filtre de blasfèmies i els usuaris van informar sobre haver trobat contingut sexual o nuesa en els vídeos d'algunes persones. Després de gener de 2013, Omegle va implementar un xat de vídeo "monitorat" per controlar el mal ús de la web i protegir a persones menors de divuit anys de contingut potencialment nociu, incloent-hi nus i contingut sexual. No obstant això, el seguiment només és parcialment eficaç. Per a complementar el xat de vídeo monitorat, Omegle també té un xat de vídeo "no momitoritzat", que per tant no és monitorat per contingut sexual. K-Brooks ha admès el contingut qüestionable del lloc web, expressant en un moment la seva decepció per la forma en què Omegle és utilitzat.